# 35295 Omo
1996 VM (asteroide 35295) é um asteroide da cintura principal. Possui uma excentricidade de 0.11261480 e uma inclinação de 14.82063º.
Este asteroide foi descoberto no dia 1 de novembro de 1996 por Vincenzo Silvano Casulli em Colleverde.